# Jean Casimir-Perier
Jean Paul Pierre Casimir-Perier, född 8 november 1847 i Paris, död 11 mars 1907, var en fransk president. Han var son till Auguste Casimir-Périer.
Casimir-Perier deltog i fransk-tyska kriget, och gjorde därefter sitt inträde i det politiska livet som sekreterare åt sin far, då denne var inrikesminister under Adolphe Thiers. 1876 blev han deputerad för departementet Aube, där han sedan kom att fortsätta att återväljas under resten av sitt liv. I motsats till familjens konservativa tradition anslöt sig Casimir-Perier til vänsterrepublikanernas grupp men vägrade 1886 rösta för förvisningen av de tidigare regerande kungahusens medlemmar. 1890–92 var han deputeradekammarens vicepresident och valdes 1893 till dess president. Samma år blev han konseljpresident och innehade samtidigt utrikesministerposten. Han satte som mål att "omdana den franska revolutionens principer till ett verktyg för ordningens upprätthållande". Han undertryckte den anarkistiska våldspropagandan, och motsatte sig konstitutionens omdaning och förslag om skilsmässa mellan stat och kyrka. Efter mordet på Carnot blev han 24 juni 1894 vald till republikens president. Redan från starten angreps han hårt från vänstern, och redan efter 6 månader, några dagar efter att ministären Dupuy fallit, begärde han 14 januari 1895 sitt avsked. Han förklarade sig vid sitt avsked lärt sig inse, att republikens president är berövad varje aktivt inflytande och att hans ministrar inte ens rådgjort med honom, innan de fattat sina beslut, särskilt angående utrikespolitiken.
Casimir-Perier övergav därefter helt politiken, och ägnade sig åt affärsverksamhet. Under Dreyfusaffären angav han ett vittnesmål, som gick stick i stäv med general Merciers och blev av stor betydelse för Alfred Dreyfus frikännande.